# Pregled:Povijest
Povijest je otkrivanje, prikupljanje, organiziranje i prezentiranje podataka o prošlim događajima. Povijest također može značiti razdoblje nakon što je izumljeno pisanje (početak zabilježene povijesti).

## Priroda povijesti
Povijest se može opisati kao sve od sljedećeg:
- Akademska disciplina - skup znanja; grana ili sfera znanja, ili polje studija, za koje se pojedinac odlučio specijalizirati.
  - jedna od humanističkih znanosti – akademska disciplina koja proučava ljudsko stanje, koristeći metode koje su prvenstveno analitičke, kritičke ili spekulativne, za razliku od uglavnom empirijskih pristupa prirodnih znanosti.

- Područje znanosti – široko priznata kategorija specijalizirane ekspertize unutar znanosti i obično utjelovljuje vlastitu terminologiju i nomenklaturu. Takvo će područje obično predstavljati jedan ili više znanstvenih časopisa u kojima se objavljuju recenzirana istraživanja. Postoji mnogo znanstvenih časopisa koji se bave poviješću.
  - Društvena znanost – polje akademskog učenja koje istražuje aspekte ljudskog društva.

### Bit povijesti
- Kronologija – znanost o raspoređivanju događaja po njihovom redoslijedu u vremenu, kao što su povijesni vremenski slijedovi.
- Prošlost – ukupnost događaja koji su se dogodili prije određenog trenutka u vremenu. Prošlost je suprotstavljena i definirana sadašnjošću i budućnošću. Koncept prošlosti izveden je iz linearnog načina na koji ljudski promatrači doživljavaju vrijeme, a pristupa mu se kroz pamćenje i prisjećanje. Prošlost je domena povijesti.
- Vrijeme - mjera u kojoj se događaji mogu poredati iz prošlosti preko sadašnjosti u budućnost te mjera trajanja događaja i razmaka između njih. Vrijeme se često naziva četvrtom dimenzijom, uz tri prostorne dimenzije. Povijest opisuje što se gdje dogodilo, ali i kada (vremenski) su se ti događaji dogodili.

## Povijesne discipline
- Arheologija - proučavanje prošlih ljudskih kultura putem prikupljanja, dokumentiranja i analize materijalnih ostataka i podataka o okolišu
- Arhontologija – proučavanje povijesnih dužnosti i važnih položaja u državnim, međunarodnim, političkim, vjerskim i drugim organizacijama i društvima
- Povijest umjetnosti - proučavanje promjena u i društvenom kontekstu umjetnosti
- Kronologija – smještanje događaja u vrijeme
- Kulturna povijest - proučavanje kulture u prošlosti
- Diplomatska povijest - proučavanje povijesne vanjske politike i diplomacije država
- Povijest znanosti - proučavanje nastanka i razvoja znanstvenog istraživanja
- Ekonomska povijest – proučavanje ekonomije u prošlosti
- Futurologija - proučavanje budućnosti: istražuje srednjoročnu do dugoročnu budućnost društava i fizičkog svijeta
- Historiografija – proučavanje metodologije povjesničara i razvoja povijesti kao discipline, kao i niz povijesnih radova o određenoj temi. Historiografija određene teme pokriva kako su povjesničari proučavali tu temu koristeći određene izvore, tehnike i teorijske pristupe.
- Lokalna povijest - proučavanje povijesti u geografski lokalnom kontekstu
- Vojna povijest - proučavanje ratovanja i ratova u povijesti
- Paleografija - proučavanje starih tekstova
- Filozofija povijesti - filozofsko proučavanje povijesti i njezine discipline.
- Politička povijest – proučavanje prošlih političkih događaja, ideja, pokreta i vođa
- Javna povijest – predstavljanje povijesti javnoj publici i drugim područjima obično izvan akademske zajednice
- Psihohistorija - proučavanje psiholoških motivacija povijesnih događaja
- Društvena povijest - proučavanje društava i društvenih trendova u prošlosti
- Sveopća povijest - proučavanje trendova i dinamike u svjetskoj povijesti
- Razvoj gradova - povijesna priroda gradova i mjesta te proces urbanizacije
- Ženska povijest - proučavanje uloge žena kroz povijest
- Svjetska povijest - proučavanje globalnih ili transnacionalnih povijesnih obrazaca

## Pomoćne povijesne znanosti
Pomoćne znanosti o povijesti – znanstvene discipline koje pomažu u vrednovanju i korištenju povijesnih izvora i koje se smatraju pomoćnim za povijesna istraživanja. Pomoćne povijesne znanosti uključuju, ali nisu ograničene na:
- Arheologija – proučavanje antičkih i povijesnih nalazišta i artefakata
- Kronologija – proučavanje slijeda prošlih događaja
- Kliometrija – sustavna primjena ekonomske teorije, ekonometrijskih tehnika i drugih formalnih ili matematičkih metoda u proučavanju povijesti
- Kodikologija – proučavanje knjiga kao fizičkih objekata
- Diplomatika – proučavanje i tekstualna analiza povijesnih dokumenata
- Epigrafika – proučavanje antičkih natpisa
- Faleristika – proučavanje vojnih ordena, odlikovanja i medalja
- Genealogija – proučavanje obiteljskih odnosa
- Heraldika – proučavanje grbova
- Numizmatika – proučavanje kovanog novca
- Onomastika – proučavanje osobnih imena
- Paleografija – proučavanje starih rukopisa
- Filatelija – proučavanje poštanskih maraka
- Filologija – proučavanje jezika povijesnih izvora
- Prosopografija – istraživanje povijesne skupine pojedinaca kroz kolektivno proučavanje njihovih života
- Radiokarbonsko datiranje – određivanje datuma artefaktima iz daleke prošlosti[2]
- Sigilografija – proučavanje pečata
- Statistika – proučavanje prikupljanja, organizacije i interpretacije (povijesnih) podataka
- Toponimija – proučavanje imena mjesta

## Povijest po razdoblju
- Povijest svijeta
- Geokronologija
- Vijesti

### Povijest po kronologiji
- Kronologija svemira
- Nastanak i evolucija Sunčeva sustava
- Geološka povijest Zemlje
- Evolucijska povijest života
- Sveopća povijest
- Prapovijest
- Stari vijek
  - Antika
- Pretkolumbovska Amerika
- Novi vijek
  - Rani novi vijek
  - Renesansa
  - Kasni novi vijek
- Suvremena povijest
- Buduća povijest

## Doba povijesti

### Prapovijesno doba
- Kameno doba
- Paleolitik
  - Donji paleolitik – (Homo, kameno oruđe, širenje Homo erectusa u Euroaziju, kontrola vatre, a kasnije i koplja, pigmenti, izgrađena skloništa)
  - Srednji paleolitik – (nedavno afričko podrijetlo modernih ljudi, Homo sapiens, Homo neanderthalensis; odjeća, perle, ukopi, posteljina, alati od kosti)
  - Gornji paleolitik – (modernost ponašanja, atlatl, pripitomljavanje pasa)
- Mezolitik – (mikroliti, luk, kanui)
- Neolitik – (pripitomljavanje, nomadsko stočarstvo, poljoprivreda, proto-gradovi)
  - Neolitska Europa – (kultura linearnotrakaste keramike, Vinčanska kultura)
  - Neolitska Kina
  - Paleoindijanci
  - Bakreno doba – (kultura Yamna, kultura vrpčaste keramike)
  - Razdoblje Uruka

### Povijesna doba
- Stari vijek
  - Brončano doba
  - Željezno doba
  - Antika
- Srednji vijek
  - Rani srednji vijek
  - Visoki srednji vijek
  - Kasni srednji vijek
- Novi vijek
  - Rani novi vijek
  - Suvremena povijest

### Ostala doba
- Aksijalno doba
- Vikinško doba
- Velika geografska otkrića
- Prosvjetiteljstvo
- Industrijska revolucija
- Atomsko doba
- Informacijsko doba
- Svemirsko doba

## Regionalne povijesti
- Drevni Egipat
- Babilonija
- Indija
- Stara Grčka
- Stari Rim
- Kina
- Mezoamerika

## Povijest po područjima

### Povijest umjetnosti
Povijest izvedbenih umjetnosti
- Povijest plesa
- Povijest filma
- Povijest glazbe
- Povijest kazališta

Povijest vizualnih umjetnosti
- Povijest arhitekture
- Povijest dizajna
- Povijest slikarstva
- Povijest fotografije
- Povijest kiparstva

### Povijest kulture
- Kulturna povijest
- Povijest arheologije
- Povijest bankarstva
- Povijest šaha
- Povijest književnosti
- Povijest novca
- Povijest sporta

### Povijest religije
- Povijest kršćanstva
- Povijest Katoličke Crkve
- Povijest protestantizma
- Povijest islama
- Povijest judaizma
- Povijest budizma
- Povijest hinduizma

### Povijest znanosti
- Historiografija
- Povijest matematike
- Povijest fizike
- Povijest kemije
- Povijest biologije
- Povijest geografije
- Povijest astronomije
- Povijest ekologije
- Povijest meteorologije
- Povijest filozofije
- Povijest logike
- Povijest psihologije
- Povijest sociologije
- Povijest obrazovanja
- Povijest antropologije
- Povijest arheologije
- Povijest marketinga
- Povijest političkih znanosti
- Povijest prava

### Povijest tehnologije
- Povijest tehnologije
- Povijest zrakoplovstva
- Povijest poljoprivrede
- Povijest šumarstva
- Povijest biotehnologije
- Povijest kartografije
- Povijest informatike
- Povijest programskih jezika
- Povijest inženjerstva
- Povijest elektrotehnike
- Povijest mjerenja
- Povijest medicine
- Povijest transporta
- Vremenska crta povijesnih izuma
- Vojna povijest
  - Dodatak:Popis bitaka 1475. pr. Kr. – 600.
  - Dodatak:Popis bitaka 601. – 1400.
  - Dodatak:Popis bitaka 1401. – 1800.
  - Dodatak:Popis bitaka 1801. – 1900.
  - Dodatak:Popis bitaka 1901. – 2000.
  - Dodatak:Popis bitaka 2001. – 2100.
- Popis pomorskih bitaka
  - Popis ratova
  - Popis srednjovjekovnog oružja

## Opći pojmovi
- Genealogija
- Kronika
- Kronologija
- Ljetopis
- Mitologija
- Obiteljska povijest
- Paleografija
- Periodizacija
- Povjesničar
- Povijesna klasifikacija
- Povijesni revizionizam
- Prošlost
- Pseudopovijest
- Usmena povijest
- Virtualna povijest

## Povjesničari
- Herodot
- Dion Kasije Kokcejan
- Livije
- Apijan iz Aleksandrije
- Josip Flavije
- Tacit
- Jean Froissart
- Georg Wilhelm Friedrich Hegel
- Voltaire
- Edward Gibbon
- Thomas Macaulay
- Alexis de Tocqueville
- Arnold J. Toynbee
- J. B. Bury
- Will Durant
- Samuel Eliot Morison
- Francis Parkman